# Hotel Palestina
L'Hotel Palestina, sovint anomenat simplement Palestina, és un complex de 18 pisos situat a la plaça Firdos, a l'altre costat de l'hotel Sheraton Ishtar a Bagdad, Iraq. L'edifici fou construït el 1982 per la cadena hotelera de luxe francesa Le Méridien amb el nom original d'Hotel Méridien Palestina.
Després de la Guerra del Golf i de les sancions per part de les Nacions Unides, el grup Le Méridien va desvincular-se de l'hotel, caient aquest sota propietat local, anomenant-se des d'aleshores Hotel Palestina. Durant la Guerra del Golf, així com durant la Guerra d'Iraq, l'hotel es va convertir en un dels centres principals de reunió dels mitjans de comunicació internacionals i contractistes.
Durant la Guerra de l'Iraq, concretament el 8 d'abril del 2003, un tanc estatunidenc M1 Abrams va disparar un projectil contra l'hotel, provocant la mort del periodista ucrainès Taras Protsyuk de l'agència Reuters i del periodista espanyol de Telecinco José Couso.
El 27 de maig del 2003, el Comitè per a la Protecció dels Periodistes (CPJ) va publicar l'informe d'investigació realitzat indicant el tanc que va bombardejar l'Hotel Palestina el 8 d'abril. Després d'entrevistar a diversos reporters que es trobaven al lloc dels fets, el CPJ va determinar que els fets suggerien que l'atac als periodistes, encara que no deliberat, hauria pogut evitar-se. El CPJ va determinar que els soldats del tanc van pensar que estaven essent atacats per la milícia iraquiana quan van decidir disparar contra l'hotel.
El jutge Santiago Pedraz va acusar tres soldats estatunidencs pels assassinats: el sergent Shawn Gibson, el capità Philip Wolford i el tinent coronel Philip DeCamp. Els tres homes van ser acusats d'homicidi i d'haver comès un delicte contra la comunitat internacional.
Al trobar-se fora de l'anomenada Zona Verda, els atacs per part dels insurgents són notables. El 24 d'octubre del 2005, un vehicle d'obra va ser utilitzat com a camió bomba, detonant al costat de l'hotel després de trencar el mur defensiu. L'explosió va destruir el vestíbul i les estances de diversos periodistes.